# 图奥马斯·格伦曼
图奥马斯·格伦曼（芬蘭語：Tuomas Grönman，1974年3月22日—），芬兰男子冰球运动员，场上位置是后卫。他曾代表芬兰国家队参加1998年冬季奥林匹克运动会冰球比赛，获得一枚铜牌。